# 島宗理
島宗 理（しまむね さとる、1964年 - ）は、日本の心理学者。専門は行動分析学。現在、法政大学文学部心理学科教授。

## 略歴
- 1986年：千葉大学文学部行動科学科卒業。サンシステムに就職。
- 1987年：慶應義塾大学社会学研究科入学。
- 1989年：同大学院修了。西ミシガン大学心理学部博士課程入学。
- 1992年：同大学Ph.D.取得。
- 1995年：サンシステム退社。鳴門教育大学助教授
- 2006年：法政大学文学部心理学科教授

## 著書
- 『パフォーマンス・マネジメント--問題解決のための行動分析学』（産業図書）
- 『行動分析学入門』（産業図書）
- 『人は、なぜ約束の時間に遅れるのか--素朴な疑問から考える「行動の原因」』 (光文社新書）
- 『使える行動分析学: じぶん実験のすすめ』（ちくま新書）
- 『リーダーのための行動分析学入門』（日本実業出版社）
- 『インストラクショナルデザイン: 教師のためのルールブック』（産業図書）

## メディア
- 夢★夢Engine!（TBSラジオ、2013年2月23日）[2]